# Metropolia Potenza-Muro Lucano-Marsico Nuovo
Metropolia Potenza-Muro Lucano-Marsico Nuovo – jedna z 40 metropolii Kościoła Rzymskokatolickiego we Włoszech. Została erygowana 30 września 1986.

## Diecezje
- Archidiecezja Potenza-Muro Lucano-Marsico Nuovo
  - Archidiecezja Acerenza
  - Archidiecezja Matera-Irsina
  - Diecezja Melfi-Rapolla-Venosa
  - Diecezja Tricarico
  - Diecezja Tursi-Lagonegro